# Fritz Wurmdobler
Fritz Wurmdobler (* 22. März 1915 in Regensburg; † 16. November 2008 bei Regensburg) war ein deutscher Maler.

## Leben
Nach Volks- und Oberrealschule in Regensburg machte er eine Lehre als Werbegrafiker. Ab 1936 studierte er an der Kunstakademie München bei Emil Preetorius Bühnengestaltung. Der Zweite Weltkrieg, Pflicht-, Arbeits- und Militärdienst und folgende Gefangenschaft unterbrachen Wurmdoblers künstlerische Laufbahn. Nach 1945 erfolgte ein Neubeginn als freischaffender Künstler mit Schwerpunkt Kunst am Bau. In verschiedenen Techniken (Fresko, Sgraffito, Mosaik, Entwürfe für Glasmalereien, Modelle für Kupfer-, Bronze- und Steinplastiken) entstehen Arbeiten hauptsächlich in der Oberpfalz, Niederbayern, Oberbayern, Franken, Hessen, Österreich und Hawaii. So hat Wurmdobler 85 Schulen, 7 Kirchen, 12 Kindergärten, Friedhöfe und zahlreiche andere öffentliche Gebäude künstlerisch ausgestaltet.
Wurmdobler war Mitglied des Berufsverbandes Bildender Künstler Niederbayern-Oberpfalz, des Kunst- und Gewerbevereins Regensburg und der „kgl. bayerischen privilegierten Künstlergenossenschaft 1865 München“.
In den 1950er und 1960er Jahren lebte Wurmdobler lange Zeit im Ausland, hauptsächlich im Mittelmeerraum, wo er seinen Lebensunterhalt als Fremdenführer verdiente und wo sein umfangreiches künstlerisches Œuvre entstand: Porträts, Stillleben, Landschaftsbilder. Von 1970 bis 1982 war Wurmdobler Gastdozent für Architekturzeichnen, Baugeschichte und schädelanatomisches Zeichnen an der Privaten Technischen Lehranstalt.
Zeit seines Lebens und posthum zahlreiche Ausstellungen; u. a. 2005 zum 90. Geburtstag eine große Einzelschau im Kunst- und Gewerbeverein Regensburg.
Sein Sohn Vitus Wurmdobler ist ein bekannter Restaurator.

## Auszeichnungen
- 1982: Nordgaupreis des Oberpfälzer Kulturbundes in der Kategorie „Bildende Kunst“
- 1985: Albertus-Magnus-Medaille, Stadt Regensburg